# Koziegłowy (gmina)
Koziegłowy – gmina miejsko-wiejska w Polsce położona w województwie śląskim, w powiecie myszkowskim. W latach 1975–1998 gmina administracyjnie należała do województwa częstochowskiego.
Siedziba gminy to Koziegłowy.
Według danych z 30 czerwca 2004 gminę zamieszkiwało 14 456 osób.

## Struktura powierzchni
Według danych z roku 2002 gmina Koziegłowy ma obszar 159,16 km², w tym:
- użytki rolne: 71%
- użytki leśne: 20%

Gmina stanowi 33,25% powierzchni powiatu.

## Demografia

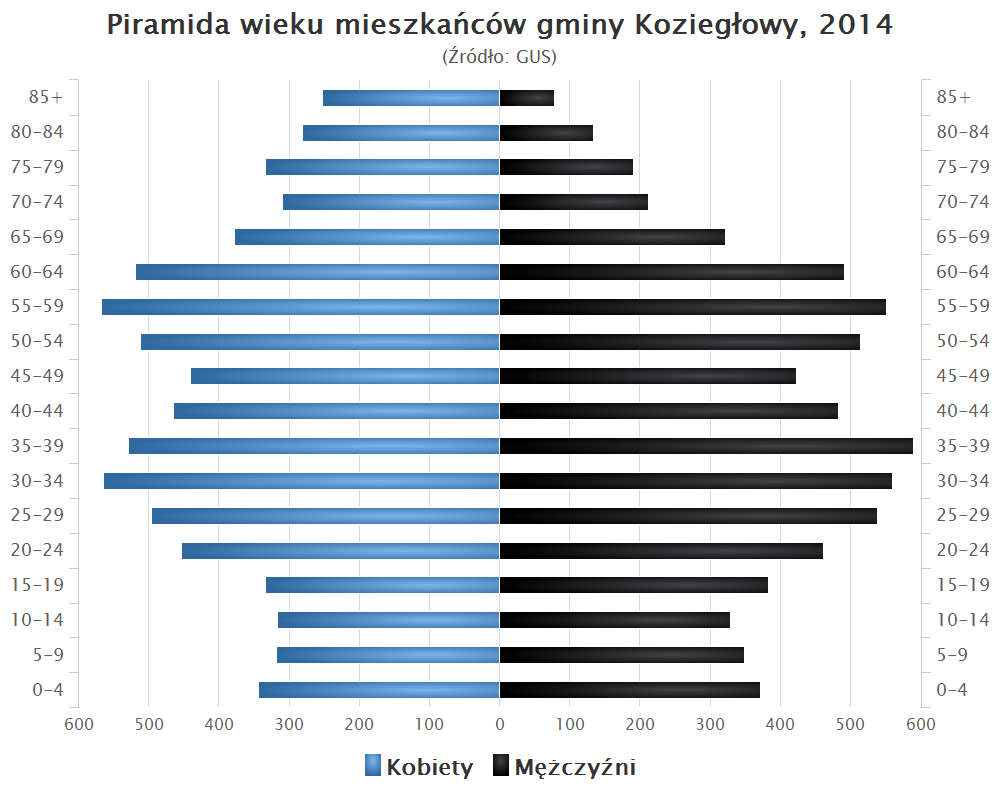
Piramida wieku mieszkańców gminy Koziegłowy w 2014 roku

Dane z 30 czerwca 2004:
| Opis                              | Ogółem | Ogółem | Kobiety | Kobiety | Mężczyźni | Mężczyźni |
| --------------------------------- | ------ | ------ | ------- | ------- | --------- | --------- |
| jednostka                         | osób   | %      | osób    | %       | osób      | %         |
| populacja                         | 14 456 | 100    | 7 389   | 51,1    | 7 067     | 48,9      |
| gęstość zaludnienia (mieszk./km²) | 90,8   | 90,8   | 46,4    | 46,4    | 44,4      | 44,4      |

## Sołectwa
Cynków, Gniazdów, Gliniana Góra, Koclin, Koziegłówki, Krusin, Lgota Górna, Lgota-Mokrzesz, Lgota-Nadwarcie, Markowice, Miłość, Mysłów, Mzyki, Nowa Kuźnica, Oczko, Osiek, Pińczyce, Postęp, Pustkowie Lgockie, Rosochacz, Rzeniszów, Siedlec Duży, Siedlec Mały, Stara Huta (sołectwa: Stara Huta I i Stara Huta II), Winowno, Wojsławice, Zabijak.

## Sąsiednie gminy
Kamienica Polska, Myszków, Ożarowice, Poraj, Siewierz, Woźniki.